# المحاجر (الرضمة)

تعديل مصدري - تعديل

المحاجر محلة تابعة لقرية حرمة، التابعة لعزلة البكرة بمديرية الرضمة إحدى مديريات محافظة إب في الجمهورية اليمنية.، بلغ تعداد سكانها 56 حسب تعداد اليمن لعام 2004.